# Dil To Pagal Hai – Mein Herz spielt verrückt
Dil To Pagal Hai – Mein Herz spielt verrückt (Originaltitel: Dil To Pagal Hai, Hindi, दिल तो पागल है, Dil to pāgal hai, wörtl.: Das Herz ist verrückt) ist ein Bollywood-Film, der am 31. Oktober 1997 in die indischen Kinos kam. Yash Chopra führte Regie und produzierte den Film zusammen mit Aditya Chopra. Es handelt sich hierbei um die Geschichte der Tänzer aus einer Musical-Tanzgruppe. Shahrukh Khan, Madhuri Dixit und Karisma Kapoor spielen die Hauptrollen, während Akshay Kumar einen Gastauftritt hat. Außerdem sind am Anfang des Films Yash Chopra und seine Frau Pamela als letztes Pärchen auf der Bank zu sehen. Der Film gewann sieben Filmfare Awards.
Die Tagline des Films ist „Someone ... Somewhere ... is made for you“ (Irgendwo ist jemand für Dich gemacht).
Teile des Films wurden in Deutschland gedreht: in Baden-Baden und im Europa-Park nahe Rust.

## Handlung
Rahul ist ein Tänzer und der Regisseur einer erfolgreichen Tanzgruppe. Er und Nisha sind beste Freunde, aber sie ist insgeheim in ihn verliebt. Nach einer erfolgreichen Tour kündigt Rahul sogleich die nächste an und nennt sie „Maya“, nach dem Mädchen seiner Träume.
Rahul glaubt nicht an die Liebe oder die Heirat, aber er ist dennoch in „Maya“ verliebt, ein Mädchen, das er nur aus seiner Phantasie kennt. Eines Tages verletzt sich Nisha ihren Fuß und wird nicht in der Lage sein, für die neue Show zu trainieren, also sucht Rahul nach einem Ersatz – und findet Pooja, eine sanfte junge Frau. Pooja glaubt sehr wohl an Heirat und Liebe – und es ist ihr Prinzip, nur ihren Seelenverwandten zu heiraten.
Da Poojas Eltern gestorben sind, wächst sie bei ihrem Onkel, ihrer Tante und deren Sohn Ajay auf. Ajay ist in Pooja verliebt, aber sie bringt ihm nur Freundschaft entgegen. Dennoch verlobt sie sich mit ihm, da sie glaubt, dass er vielleicht ihr Seelenverwandter sein könnte.
Pooja beginnt mit der Truppe zu trainieren und als Nisha aus dem Krankenhaus entlassen wird, erkennt sie, dass Rahul sich in Pooja verliebt hat, also verlässt sie die Truppe und geht nach London.
Ajay hat einige Zeit außerhalb Indiens verbracht und kehrt nun zurück, um Pooja zu heiraten. Als Rahul von der Hochzeit erfährt, ist er am Boden zerstört. Pooja versucht Ajay zu erzählen, dass sie in Rahul verliebt ist, und schickt ihm eine Kassette mit der aufgesprochenen Erklärung, aber sie schafft es nicht, sie abzuschicken, denn Ajays Mutter rechnet fest mit der Heirat ihres Sohnes mit Pooja und diese wagt es nicht, ihr das Herz zu brechen. Nisha kehrt aus London zurück, um die Show zu sehen, und beschwert sich darüber, dass „Maya“ ein schlechtes Ende hat. Rahul allerdings, der über Poojas Heirat sehr verbittert ist, weigert sich, dass Ende abzuändern. „Maya“ ist Poojas und Rahuls Geschichte, so wie Rahul sie sieht: Er und Pooja trafen sich, verliebten sich ineinander und werden dennoch nicht zusammenkommen.
Die Show ist ein großer Erfolg, und in der letzten Szene erwachen Rahuls Gefühle für Pooja, und er fragt sie vor dem gesamten Publikum des Stadiums, ob sie ihn jemals geliebt habe. Sie streitet dies ab, aber plötzlich erklingt die Kassettenaufnahme, die Pooja Ajay geschickt hat. Pooja hört ihre eigene Liebeserklärung für Rahul. Ajay löst die Verlobung und überzeugt Pooja, Rahul über ihre Gefühle aufzuklären. Sie tut das vor dem gesamten Publikum und die Beziehung der beiden ist gerettet.

## Lieder
| #  | Titel                 | Sänger                                        | Länge |
| -- | --------------------- | --------------------------------------------- | ----- |
| 1  | "Dil To Pagal Hai"    | Lata Mangeshkar, Udit Narayan                 | 5:38  |
| 2  | "Are Re Are"          | Lata Mangeshkar, Udit Narayan                 | 5:37  |
| 3  | "Bholi Si Surat"      | Lata Mangeshkar, Udit Narayan                 | 4:16  |
| 4  | "Dholna"              | Lata Mangeshkar, Udit Narayan                 | 5:20  |
| 5  | "Are Re Are (Teil-2)" | Lata Mangeshkar, Udit Narayan                 | 2:06  |
| 6  | "Pyaar Kar"           | Lata Mangeshkar, Udit Narayan                 | 6:46  |
| 7  | "Koi Ladki Hai"       | Lata Mangeshkar, Udit Narayan, Aditya Narayan | 5:32  |
| 8  | "Ek Duje Ke Vaaste"   | Lata Mangeshkar, Hariharan                    | 3:27  |
| 9  | "Le Gayi"             | Asha Bhosle, Udit Narayan                     | 5:43  |
| 10 | "The Dance of Envy"   | (Instrumental)                                | 3:15  |

## Auszeichnungen
Filmfare Award 1998:
- Bester Film
- Bester Hauptdarsteller (Shahrukh Khan)
- Beste Hauptdarstellerin (Madhuri Dixit)
- Beste Nebendarstellerin (Karisma Kapoor),
- Bestes Szenenbild (Sharmishta Roy)
- Bester Dialog (Aditya Chopra)
- Beste Musik (Uttam Singh)

National Film Awards 1998:
- Beste Nebendarstellerin (Karisma Kapoor)